# Edaxosaurus
Edaxosaurus es un género extinto de sinápsidos no mamíferos.